# Almanzo James Wilder
Pour les articles homonymes, voir Wilder.
Almanzo James Wilder (Malone, New York, 13 février 1857 - Mansfield, Missouri, 23 octobre 1949) est l'époux de la romancière Laura Ingalls Wilder. Il est le cinquième enfant de James et Angeline Wilder. Il épousa le 25 août 1885 Laura Elizabeth Ingalls, avec laquelle il aura deux enfants: Rose et un garçon sans nom, mort rapidement après sa naissance. L'acteur Dean Butler joua son rôle dans la série La Petite Maison dans la prairie.

## Biographie
Almanzo Wilder est né le 13 février 1857 à Malone, État de New York. Il est le cinquième des six enfants des agriculteurs James et Angeline Jour Wilder qui exploitaient une ferme près de Malone. Il avait pour frères et sœurs Laura Ann (1844-1899), Royal Gould (1847-1925), Eliza Jane (1850-1930), Alice M. (1853-1892), et Perley Day (1869-1934). Dans le cadre de La Petite Maison dans la prairie, série de romans autobiographiques, Laura Ingalls Wilder a écrit un livre intitulé Un enfant de la terre consacré à l’enfance de son mari Almanzo.
Almanzo est en effet un personnage important de la série de livres écrits par Laura Ingalls Wilder. Celle-ci écrit à propos d'Almanzo, detaille leurs relations (Un hiver sans fin, La Petite Ville dans la prairie, Ces heureuses années) puis leur mariage (Les Jeunes Mariés). Elle décrit Almanzo comme un homme travailleur, courageux, qui aimait les chevaux et l’agriculture. Il était aussi un charpentier-menuisier accompli.
Laura Ingalls Wilder a consacré un volume de la série à succès La Petite Maison dans la prairie à son mari. Ce volume, intitulé Un enfant de la terre raconte l’enfance d'Almanzo Wilder, alors qu'il avait huit ans, en 1866. À cette époque, il allait à l’école, apprenait à conduire un attelage de bœufs. Il apprend aussi comment s'imposer auprès de ses frères et sœurs plus âgés, en particulier sa sœur Eliza Jane Wilder qui deviendra plus tard professeur de Laura Ingalls Wilder. Celle-ci apparait en effet comme ayant un caractère particulièrement autoritaire.
Les Wilder quittent la ville de Malone en 1870, alors qu'Almanzo a 13 ans, en raison de mauvaises récoltes et s’installent à Spring Valley, dans le Minnesota. En 1876, alors qu'Almanzo n'a que 19 ans, lui, son frère Royal, ainsi que leur sœur Eliza Jane Wilder, déménagent vers le territoire du Dakota et prennent des concessions près de ce qui allait devenir la ville de De Smet.
Almanzo s'installe sur sa concession avec l’intention de planter du blé de semence qu’il avait cultivé à Marshall, dans le Minnesota, l’été précédent.
C’est justement à De Smet qu'Almanzo rencontra celle qui devint son épouse, Laura Elisabeth Ingalls. Laura Ingalls Wilder a notamment décrit l'admirable courage d’Almanzo dans Un hiver sans fin. Avec un camarade de l’école de Laura, Ed « Cap » Garland (né Oscar Edmund Garland), Almanzo risqua en effet sa vie pour sauver les pionniers de De Smet (y compris la famille de Laura) de la faim pendant le rude hiver de 1881. La ville de De Smet, alors privée de ravitaillement, dû son salut au courage de ces deux jeunes hommes qui parcoururent une quarantaine de kilomètres aller-retour pour trouver du blé et le ramener en ville, échappant de peu au blizzard qui éclata alors qu'ils revenaient juste de leur périple.
Almanzo commença à courtiser Laura en 1882, en lui permettant de passer ses week-ends chez ses parents alors qu'elle exerçait pour la première fois comme institutrice dans une nouvelle colonie située à 12 miles (19 kilomètres) de De Smet. Laura explique dans Ces heureuses années à quel point les allers-retours d'Almanzo chaque semaine pour la conduire chez ses parents puis la ramener sur les lieux de son travail l'aidèrent à supporter deux mois particulièrement pénibles.
Trois ans plus tard, le 25 août 1885, Almanzo et Laura furent mariés à De Smet par le révérend Edward Brown. Ils s'installèrent alors comme agriculteurs sur la concession d’Almanzo.
Les Wilder auront une fille, Rose qui naquit le 5 décembre, 1886. Rose Wilder est devenue plus tard l’auteur Rose Wilder Lane, écrivain et philosophe politique réputée.
Au cours de leurs premières années de mariage, décrites dans Les Jeunes Mariés, les Wilder ont été victimes des mauvaises conditions climatiques qui nuisirent aux cultures, de maladies et de dettes importantes. Au printemps de 1888, quand Rose était encore un bébé, Almanzo et Laura ont été frappés par la diphtérie. Bien qu'ils aient survécu tous les deux, Almanzo souffrit d'une névrite, complication tardive peu courante de cette maladie. L’un de ses membres inférieurs fut temporairement paralysé, et même après que la paralysie fut résorbée, il eut besoin d’une canne pour marcher. Cela contribua à la spirale descendante des Wilder dans les dettes et dans la pauvreté.
L’année 1889 s’avère l'année noire pour les Wilder. Au début du mois d'août, Laura donna naissance à un fils. Le bébé est resté sans nom car il mourut quelques jours après sa naissance de «convulsions». Laura ne parlait jamais de sa mort et elle n’eut plus d’enfant. Ce décès est à rapprocher de celui du frère méconnu de Laura. La propre mère de Laura, Caroline Ingalls, a en effet perdu son fils unique, Charles Frederick, le 27 août 1876, à l’âge de neuf mois. La fille unique de Laura et Almanzo, Rose, a également perdu un fils, son seul enfant, en 1909 ou 1910 en raison d’une possible mort-né ou d’un décès précoce. Certains se demandent donc si une maladie génétique affectant les enfants de sexe masculin n'aurait pas atteint la famille Ingalls.
Toujours dans ce même mois d'août 1889, Laura et Almanzo perdirent leur maison dans un incendie et leurs cultures à cause de la sécheresse. D'après la fille d’Almanzo et Laura, Rose, « Il a fallu sept années consécutives de mauvaises récoltes, associées au travail, au temps et à la maladie qui détruisirent la santé de mes parents de façon permanente ainsi qu'un taux de 36 % d’intérêt d'emprunt pour acheter de la nourriture, pour nous déloger de cette terre. »
En 1890, Almanzo déménagea donc avec sa famille à Spring Valley, Minnesota, pour s'installer avec ses parents sur leur ferme prospère. C’était un moment de repos et de récupération pour la famille fatiguée. Entre 1891 et 1892, les Wilder déménagèrent à Westville, en Floride , dans l’espoir que le climat plus chaud aiderait Almanzo à retrouver ses forces. Dans une certaine mesure, ce fut le cas, mais Laura n’aimait pas le climat humide et les coutumes locales aussi retournèrent-ils à De Smet en 1892 où ils louèrent une petite maison dans la ville.
Entre 1892 et 1894, Laura et Almanzo vécurent à De Smet, avec la famille de Laura à proximité. Rose reçut une permission spéciale pour commencer l’école tôt, et elle se révéla rapidement d'une intelligence exceptionnelle. Laura a travaillé comme couturière dans la boutique d’une couturière, et Almanzo a trouvé du travail comme charpentier. Ils menaient une vie d'une extrême frugalité et mettaient soigneusement de l’argent de côté.
Le 17 juillet 1894, Almanzo, Laura, et Rose sont partis pour les Ozarks de Missouri Monts Ozarks par wagon couvert , attirés par des brochures de « La Terre de la Big Red Apple » et les histoires d’un homme de la région qui avait voyagé au Missouri pour voir ça. Le 31 août, ils sont arrivés près de Mansfield, Missouri , et placés de 100 $ à l’acompte de 40 acres (162 000 m2) de collines, des terrains rocheux qui porte bien son nom : Rocky Ridge Farm.
Cette ferme fut la dernière maison d’Almanzo et Laura. Dans le Missouri, la chance finit par leur sourire. Ils ont vécu le reste de leur vie confortable, heureux. Au cours des années 1920, Laura et Almanzo construisirent une maison de rêve : 10 chambres avec une cuisine aménagée, véritable luxe pour l'époque.
Rocky Ridge Farm atteint une superficie de 200 acres (809 000 m2). Les Wilder produisaient des  volailles, des produits laitiers, des fruits. Ayant appris une dure leçon en se concentrant sur la culture du blé du Dakota du Sud, les Wilder choisirent en effet une approche plus diversifiée de l’agriculture, mieux adaptée au climat des Ozarks. Almanzo et Laura étaient par ailleurs actifs dans diverses activités communautaires et religieuses tout au long de cette période.
Bien que les droits d'auteur sur les livres constituant la série La Petite Maison dans la prairie aient aidé financièrement Laura et Almanzo, Rose Wilder a contribué à soutenir ses parents jusqu’au milieu des années 1930. Finalement, leurs efforts à Rocky Ridge pendant les années 30 et 40, ainsi que les redevances des livres de Laura fournirent un revenu suffisant pour assurer une sécurité et leur permettre d’atteindre une stabilité financière.
Dans les années 1920 et 1930, Rose a vécu sur la ferme de ses parents durant de longues périodes. Elle y fit installer l’électricité et y fit même construire une maison en pierres de style anglais pour ses parents.
C'est aussi durant cette période qu'Almanzo a appris à conduire une automobile ce qui a grandement amélioré l'autonomie des Wilder. Ils firent d'ailleurs plusieurs longs voyages automobiles, notamment en Californie et dans le Pacifique Nord-Ouest. Ils allèrent aussi plusieurs fois visiter le reste de la famille de Laura dans le Dakota du Sud.
Lorsque Rose s’installa définitivement dans le Connecticut, dans les environs de 1937, ses parents retournèrent dans leur ferme bien-aimée.
Almanzo Wilder a passé ses dernières années à cultiver de petits jardins de légumes et de fleurs, à des activités de menuiserie qu'il affectionnait et à l'élevage de chèvres. Il a également aidé sa femme à recevoir les nombreux admirateurs de la série de romans La Petite Maison dans la prairie (1935) qui visitaient Laura Ingalls Wilder House à Rocky Ridge Farm.
Almanzo Wilder est mort à l’âge de 92 ans le 23 octobre 1949, après avoir subi deux attaques cardiaques. Laura mourut huit années plus tard en 10 février 1957 d'une hémorragie interne. Rose a vécu jusqu’en 1968 et mourut subitement, à la veille de partir en voyage.